# Jay Kay
Jason Luís Cheetham, (Stretford, Manchester, 30 de dezembro de 1969), é um músico luso-britânico, vocalista e compositor da banda Jamiroquai.

## Trajetória

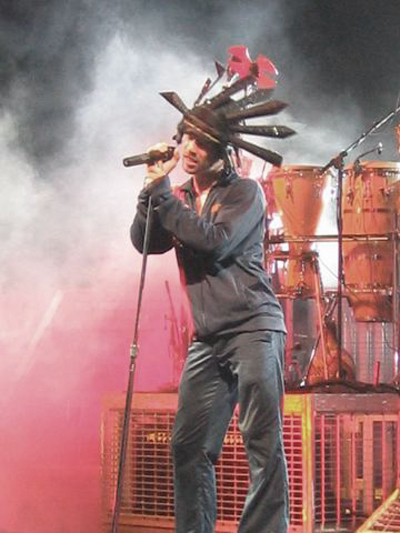
Jay Kay em concerto com o Jamiroquai

Filho da cantora Karen Kay, Jay Kay, só foi conhecer o seu pai biológico em 2001, o guitarrista português Luís Saraiva. Jay Kay também tinha um irmão gêmeo que morreu no nascimento. Estudou na Escola Oakham em Rutland, Inglaterra.
Após viver um período conturbado com sua mãe e padrasto na cidade Manchester, aos 15 anos Jay chegou a ser morador de rua e começou a praticar pequenos furtos. Este período conturbado de sua vida acabou após uma experiência de quase morte.  Kay resolveu levar uma vida digna e seguir o caminho da música. Juntou, então, outros músicos e formou a banda Jamiroquai. A formação original contava com: Toby Smith, Stuart Zender, Nick Van Gelder e Wallis Buchanan, além de Kay como vocalista.
A banda Jamiroquai vendeu mais de vinte e cinco milhões de discos e figurou na lista das músicas mais tocadas por 141 semanas entre 1992 e 2005.

## Carros
Paralelamente à sua notoriedade pela música, Jay é conhecido por sua paixão por carros esportivos. Sua coleção inclui modelos das principais montadoras de carros como: Ferrari, Lamborghini, BMW, Mercedes, Land Rover, Rolls-Royce e Aston Martin.
Tal paixão pelos carros foi expressa no álbum Travelling Without Moving,  cuja capa se vê uma adaptação da marca da banda ("Buffalo Man") com o logo da Ferrari. Além disso três carros de sua coleção aparecem no vídeo da canção "Cosmic Girl",  do mesmo álbum.
Alguns dos modelos da sua coleção de carros:
- Aston Martin DB5
- Ferrari F355
- Ferrari Mondial
- Ferrari F40
- Ferrari F50
- Enzo Ferrari
- Fiat 500
- Lamborghini Diablo
- Mercedes Benz G-Wagon 4x4
- Range Rover
- Rolls-Royce Phantom
- Lamborghini Miura